# Agonum tahoense
Agonum tahoense är en skalbaggsart som beskrevs av Thomas Casey. Agonum tahoense ingår i släktet Agonum och familjen jordlöpare. Inga underarter finns listade i Catalogue of Life.